# بوني اند بن رام اغين
بوني اند بن رام اغين هو كتاب مصور للأطفال لعام 2018 من تأليف ميم فوكس ورسم جودي هوراسيك. في هذا الكتاب، وهو الجزء الثاني لكتاب تصبح على خير، نم جيدا، يقرأ الطفلان بوني وبن بعض أغاني الحضانة لصديقهما سكيني دوغ، أثناء الذهاب في نزهة على الأقدام.

## تاريخ النشر
- 2019، الولايات المتحدة الأمريكية، كتب بيتش لين(ردمك 9781534453524)
- 2018، أستراليا، سكولاستيك أستراليا(ردمك 9780670836147)

## الاستقبال
كُتبت مراجعة في مجلة بوكليست عن بوني اند بن رام اغين: "تُعرض الأعمال الكلاسيكية بينما تحتفل بها القصة المعاصرة في سياق مرح. تتميز الرسوم التوضيحية برسومات حبر بسيطة وممتعة ومشرقة بألوان مائية مبهجة". 
حظي الكتاب أيضًا بمراجعة من ومجلة سكول لايبراري جورنال ،  وريدين تايم  وتقييمات كيركس  وصحيفة نيويورك تايمز . 

## الروابط الخارجية
- مقتنيات مكتبة بوني وبن قافية مرة أخرى